# Argenton-Notre-Dame

Argenton-Notre-Dame este o comună în departamentul Mayenne, Franța. În 2009 avea o populație de 210 de locuitori.